# River Usk
River Usk (walesiska: Wysg) är ett vattendrag i Storbritannien.   Det ligger i riksdelen Wales, i den södra delen av landet, 200 km väster om huvudstaden London.